# Corinne Schneider (musicologue)
Pour les articles homonymes, voir Corinne Schneider et Schneider.
 (mars 2018).
Si vous disposez d'ouvrages ou d'articles de référence ou si vous connaissez des sites web de qualité traitant du thème abordé ici, merci de compléter l'article en donnant les références utiles à sa vérifiabilité et en les liant à la section « Notes et références ».
Corinne Schneider, née en 1969, est une musicologue française, auteure, conférencière, enseignante et productrice de radio.

## Biographie
Flûtiste de formation, Corinne Schneider commence sa formation musicale au Conservatoire à rayonnement régional de Montpellier et à l'université Paul-Valéry Montpellier III. Elle se perfectionne ensuite au Conservatoire à rayonnement régional de Boulogne-Billancourt avant d'entrer au Conservatoire national supérieur de musique et de danse de Paris dans les classes d'histoire de la musique (classe d'Yves Gérard, Bernard Gagnepain et Alain Poirier), d'esthétique (classe de Rémy Stricker) et de musicologie (classe d'Yves Gérard) où elle obtient trois premiers prix en 1994, 1996 et 2002).
Parallèlement, elle obtient une maîtrise de musicologie à l'université Paris-Sorbonne (sous la direction de Serge Gut), puis une thèse de doctorat en musicologie (mention très honorable, avec les félicitations du jury, à l'unanimité) en 2002 à l'université François-Rabelais de Tours sous la direction de Michelle Biget-Mainfroy et Malou Haine : Le Weber français du Théâtre-Lyrique (1855-1868) : les enjeux de la réception de l'opéra allemand traduit sous le Second Empire.
Ses recherches et écrits musicologiques portent sur les échanges musicaux entre la France et l’Allemagne au XIXe siècle, la circulation des musiciens, les transferts culturels et l’acculturation des répertoires. Invitée à se joindre à plusieurs colloques internationaux en France et hors de France (Rome, Budapest, Sarrebruck, Berlin, Zürich…), elle a notamment publié sur la réception des troupes lyriques allemandes à Paris, sur les enjeux institutionnels et esthétiques liés à l’établissement d’un théâtre lyrique allemand à Paris, sur la question de l’opéra traduit au XIXe siècle, sur l’accueil et la diffusion des œuvres de Beethoven, Weber, Schubert et Wagner en France, ainsi que sur Franz Liszt (articles édités par Vrin, Symétrie, Armand Colin, Presses universitaires de Rennes, Georg Olms Verlag (de)…).

### Carrière professionnelle
(mars 2018).

#### Enseignement
- Titulaire du Certificat d’aptitude de culture musicale (ministère de la culture, 1993), elle enseigne l’histoire de la musique et l’analyse musicale au Conservatoire à rayonnement régional de Metz (1993-1999), au Conservatoire à rayonnement régional de Paris (1998-2012) et Conservatoire national supérieur de musique et de danse de Paris (1999-2000).

- Elle a publié une enquête sur l’enseignement de la culture musicale en France (L’Enseignement de la culture musicale dans les Conservatoires, Paris, Cité de la musique, 2000)[5].

- Elle est responsable du département musicologie et analyse au Conservatoire national supérieur de musique et de danse de Paris (2013-2016).

- Professeure invitée dans l'enseignement supérieur (École d’art et de culture de Paris, Pôles supérieurs d’enseignement musical, École d’ingénieurs de Sceaux EPF, Université catholique de l’Ouest à Angers…), elle est professeure en résidence en Chine aux conservatoires de Wuhan et de Shanghai (avril 2014-juillet 2019).

- Elle est sollicitée pour ses expertises dans le domaine de l’enseignement supérieur par le Haut conseil de l’évaluation de la recherche et de l’enseignement supérieur (HCERES, campagnes d’évaluation des formations 2014-2015 et 2015-2016), ainsi que par la Direction générale de la création artistique (DGCA) du ministère de la Culture (campagne d’habilitation des diplômes 2017-2018).

#### Diffusion des savoirs
- Elle donne des conférences publiques sur les répertoires germaniques, sur les transferts culturels, sur les questions liées à la modernité et à la création musicale (musique contemporaine) à Paris, en Île-de-France, en province (Folle Journée de Nantes, Arsenal de Metz, Opéra national du Rhin, Grand Auditorium de Lyon, Théâtre du Capitole de Toulouse, Opéra Orchestre national Montpellier Occitanie, Opéra-Théâtre d’Avignon, Carré d’Art à Nîmes, Nuits romantiques d’Aix-les-Bains, Festival Étonnants Voyageurs de Saint-Malo, Festival Passe ton Bach d'abord de Toulouse, Festival Muse et piano du Louvre-Lens[6], Festival de Lanvellec et du Trégor…) et hors de France (Orchestre de la Suisse Romande à Genève, Philharmonie du Luxembourg, Lausanne, Monte-Carlo…).

- Elle travaille comme rédactrice musicale, dramaturge ou conseillère musicologique avec les orchestres, institutions de concerts, maisons d’opéras et festivals français (Philharmonie de Paris, Opéra national de Paris, Théâtre du Châtelet, Opéra-Comique de Paris, Musée d’Orsay, Orchestre de Chambre de Paris, Festival Présences de Radio-France, Ensemble Intercontemporain, Ensemble 2e2m, Orchestre national de Lyon, Festival Musica de Strasbourg, Opéra-Théâtre de Saint-Étienne, ...).

- Elle est conseillère musicologique du Festival de rencontres musicales franco-allemandes « Je t’aime… Ich auch nicht » programmé pendant sept années consécutives par l’Arsenal de Metz (2009-2015)[7].
- Elle est dramaturge du Festival Printemps des arts de Monte-Carlo dont elle coordonne la brochure-programme de 2009 à 2021[8].
- Elle est la rédactrice des notes de programmes de salle de l'Orchestre national d'Île-de-France depuis 2003[9].

#### Production radiophonique
Corinne Schneider a produit plusieurs émissions pour Radio France (France Musique et France Culture) :
- 125 Matins des musiciens (grilles 2008-2009, 209-2010 et 2010-2011) entourée d’artistes tels que Georges Aperghis, Pierre Boulez, Christophe Coin, Marc Coppey, Mireille Delunsch, Laurence Equilbey, Isabelle Faust, Sir John Eliot Gardiner, Philippe Hurel, Michael Jarrell, Emmanuel Krivine, Paul Meyer, Stéphanie d’Oustrac, Régis Pasquier, François-Xavier Roth, le Trio Wanderer… ;
- 90 Cartes Postales à partir d’écrits de musiciens du XIXe siècle (été 2009 et été 2010) ;
- 4 Portraits de compositeurs contemporains (Heinz Holliger, Martin Matalon, Kaija Saariaho, Tôn-Thât Tiêt) (grille 2010-2011) ;
- une série de Lecture du soir (45 épisodes) pour le comédien Didier Sandre (adaptation de Jean Cocteau, Mon premier voyage. Tour du monde en 80 jours, Gallimard, 1936) pour France-Culture (avril 2013) qui a également fait l’objet d’un spectacle musical avec la Compagnie Inouïe de Thierry Balasse, Cité de la musique, décembre 2013)[11] ;
- 11 Grands entretiens [12](Maxim Vengerov, janvier 2017 ; Kaija Saariaho, février 2017 ; Tristan Murail, mars 2017 ; Emmanuel Krivine, septembre 2017 ; René Jacobs, novembre 2017 ; Lyudmila Berlinskaïa, avril 2018 ; Maurizio Pollini, mai 2018) ; Christoph von Dohnanyi (septembre 2018) ; Gidon Kremer (octobre 2018) ; Marin Alsop (septembre 2020)  et Elena Bashkirova (octobre 2020).
- 220 Mots du jour (chroniques de la matinale de France-Musique, grille 2016-2017)[13];
- une série de Grand Large consacré à Shanghai 1930 (5 épisodes) été 2021 ;
- Depuis 2017, elle produit une nouvelle émission hebdomadaire sur France Musique (dimanche, de 7h à 9h) : Le Bach du dimanche[14].
- Depuis 2019, elle produit plusieurs émissions pour le Carrefour de la création sur France Musique.

#### La musique contemporaine en France
- Au Conservatoire à rayonnement régional de Metz (1992-1998), puis au Conservatoire à rayonnement régional de Paris (1998-2012), elle initie et anime des ateliers de musique contemporaine destinés aux pratiques et aux transmissions des œuvres d’aujourd’hui, en lien avec les classes instrumentales, d’analyse musicale, de composition et les structures de concerts, créant ainsi une synergie entre les compositeurs invités (plus d’une cinquante), les professeurs des établissements et les jeunes interprètes.

- Associée à l’Ensemble intercontemporain (2004-2007), elle donne trois cycles de conférences autour de la programmation, des compositeurs et des solistes de cet ensemble dans les médiathèques de la Ville de Paris. Depuis 2008, elle collabore régulièrement aux publications et aux actions pédagogiques et publiques de l’ensemble 2e2m[15]. Dans le cadre du cycle de conférences  LesSons multiples  de la Bibliothèque municipale de Sceaux (2009-2010), elle initie des rencontres entre le public et les compositeurs. Aux côtés du compositeur Marc Monnet, directeur du festival du Printemps des Arts de Monte-Carlo, elle confectionne depuis 2009 les programmes de cette manifestation qui porte la création au premier plan et rédige l’histoire de ce festival (Printemps des Arts de Monte-Carlo, 30 ans de festival, Mémoire et création, Actes Sud, janvier 2014). Elle est associée au Festival international de musique de chambre Les Volques de Nîmes (2020 et 2021) et au Festival de musique contemporaine Ensemble(s) depuis 2021.

- Dans le cadre de travaux musicologiques, d’entretiens radiophoniques, filmés ou publics, de publications pour les salles de concerts et les scènes lyriques, elle a l’occasion de collaborer avec les compositeurs et compositrices suivants : Ondrej Adamek, Georges Aperghis, Franck Bedrossian, Pierre Boulez, Edith Canat de Chizy, Bernard Cavanna, Denis Dufour, Beat Furrer, Jean-Luc Hervé, David Hudry, Philippe Hurel, Michael Jarrell, Heinz Holliger, Dimitri Kourliandski, Helmut Lachenmann, Philippe Leroux, Philippe Manoury, Bruno Mantovani, Patrick Marcland, Martin Matalon, Marc Monnet, Zad Moultaka, Tristan Murail, Krzysztof Penderecki, Enno Poppe, Michèle Reverdy, Lucia Ronchetti, Kaija Saariaho et Tôn-Thât Tiêt.

- Elle siège au Comité d’orientation du Centre de documentation de la musique contemporaine (CDMC, La Villette)[16], de 2011 à 2018 et contribue à la rédaction de l’ouvrage collectif publié aux éditions MF pour les quarante ans de cette institution[17].

- Elle siège aux Commissions consultatives pour le spectacle vivant (collège musique) de la DRAC de Bretagne (2016-2018) et de la DRAC des Pays de la Loire (2017-2019).

- Elle préside la commission pour l’attribution des aides à l’écriture d’œuvres musicales (Ministère de la Culture et de la Communication)[18] en avril 2017 et en avril 2018.
- Elle siège au Conseil d'administration de la Fondation Salabert de 2018 à 2022.

## Publications

### Ouvrages
- Weber, Paris, Gisserot Éditions, 128p, 1998,  (ISBN 2877473724).
- L'Enseignement de la culture musicale dans les conservatoires, Paris, Cité de la musique, Collection : Points de vue, 135p, 2000,  (ISBN 2906460923).
- Reflets schubertiens, Paris, Fayard/Mirare, 221p, 2007,  (ISBN 2213635447).
- Printemps des Arts de Monte-Carlo, 30 ans de festival, Mémoire et création, Arles, Actes Sud, 2014,  (ISBN 9782330026721).
- La Musique des voyages, Paris, Fayard/Mirare, 234p, 2019,  (ISBN 9782213711966)

### Autres publications
- « Portrait de la compositrice Edith Canat de Chizy », dans La Mémoire en acte. Quarante ans de création musicale, Paris CDMC Editions MF, 2017, p. 96-99  (ISBN 9782378040017).
- « Portrait de la compositrice Kaija Saariaho », dans La Mémoire en acte. Quarante ans de création musicale, Paris CDMC Editions MF, 2017, p. 156-159  (ISBN 9782378040017).

- « Musiques en exil », dans Le Magazine de l’Orchestre de Chambre de Paris no 7, mars 2017, p. 2-4 sur http://www.orchestredechambredeparis.com/wp-content/uploads/2017/03/Le-Magazine-de-lOrchestre-de-chambre-de-Paris-mars-2017-n°7.pdf
- « Beethoven, aux sources de l’avant-garde musicale », dans Ludwig van. Le Mythe Beethoven, catalogue de l’exposition sous la direction de Colin Lemoine et Marie-Pauline Martin, Paris, Gallimard – Cité de la musique – Philharmonie de Paris, 2016, p. 156-159  (ISBN 9782070197354).
- « D’une cause à l’autre, le devenir politique de Fidelio », dans Ludwig van. Le Mythe Beethoven, catalogue de l’exposition sous la direction de Colin Lemoine et Marie-Pauline Martin, Paris, Gallimard – Cité de la musique – Philharmonie de Paris, 2016, p. 118-121  (ISBN 9782070197354).
- « La réception des opéras de Wagner à l’Opéra de Paris des origines à nos jours en dix dates », dans Octave, Le Magazine en ligne de l’Opéra national de Paris, mars 2016 sur https://www.operadeparis.fr/magazine/wagner-et-lopera-de-paris-en-10-dates
- « Liszt et Napoléon III », dans Franz Liszt et la France : musique, culture et société dans l’Europe du XIXe siècle, sous la direction de Nicolas Dufetel et Malou Haine, Paris, Vrin, 2012, p. 95-118  (ISBN 9782711623693).
- « La Modernité à l’épreuve du temps », dans Musique, mémoire et création, Paris, Cité de la musique, mars 2012, p. 92-102  (ISBN 9782914147569).
- « L’émergence de dilettanti germanophiles à Paris au contact de la troupe lyrique allemande de Joseph August Röckel (1829-1831) », Colloque : Artistes en mouvement : la scène culturelle des années 1830, réseaux de sociabilité, circulation et correspondance, sous la direction de Claire Giraud-Labalte et Patrick Barbier (Université Catholique d’Angers, 28-29 novembre 2008), dans Les années du Romantisme. Musique et culture entre Paris et l’Anjou (1823-1839), sous la direction de Claire Giraud-Labalte et de Patrick Barbier, Presses Universitaires de Rennes, coll. Art et société, 2012, p. 109-132  (ISBN 9782753518612).
- « La fortune du Freischütz de Weber à Paris en 1824 : aux origines de l’invention française du fantastique à l’opéra », dans Le Surnaturel sur la scène lyrique. Du merveilleux baroque au fantastique romantique, sous la direction d’Alexandre Dratwicki et Agnès Terrier (Colloque de l’Opéra-Comique, 23-24 janvier 2009), Lyon, Symétrie, 2012, p. 165-196  (ISBN 9782914373760).
- « Débuter au Théâtre-Lyrique (1851-1870) : un tour de faveur pour les lauréats du prix de Rome », dans Le Concours du prix de Rome de musique (1803-1968), ouvrage coordonné par Julia Lu et Alexandre Dratwicki, Lyon, Symétrie & Palazzetto Bru Zane, 2011, p. 641-677  (ISBN 9782914373517).
- « Du corps à l'esprit : la musique selon saint Augustin », dans Musique, corps, âme, Paris, Cité de la musique, 2011, p. 35-46  (ISBN 9782914147538).
- « Du boulevard du Temple à la place du Châtelet, le Théâtre-Lyrique comme “laboratoire de la musique” », dans Les Spectacles sous le Second-Empire, sous la direction de Jean-Claude Yon, Paris, Armand Colin, 2010, p. 213-225  (ISBN 9782200354947).
- « La pulsation en question », dans Musique et temps, Paris, Cité de la Musique, 2008, p. 39-57  (ISBN 9782914147446).
- « La ville, métaphore de la modernité chez Varèse », dans Musique, villes et voyages, Paris, Cité de la Musique, 2006, p. 39-54  (ISBN 2914147384).
- « Franz Liszt à Metz en novembre 1845 », dans Franz Liszt, un saltimbanque en province, sous la direction de Malou Haine et Nicolas Dufetel, Lyon, Symétrie, 2007, p. 267-296  (ISBN 9782914373272).
- « Réception parisienne des Lieder de Beethoven au XIXe siècle », dans Le Lied autrichien et son influence en Europe, sous la direction de Herbert Schneider, Hildesheim, Georg Olms Verlag, 2007, p. 51-82  (ISBN 9783487131979).
- « L’analyse au service de l’expression musicale dans les écrits théoriques de Mathis Lussy (1828-1910) », dans L’Esprit français et la musique en Europe. Emergence, influence et limites d’une doctrine esthétique (Festschrift für Herbert Schneider), sous la direction de Michelle Biget et Rainer Schmusch, Hildesheim, Georg Olms Verlag, 2007, p. 104-115  (ISBN 3487130092).
- « La critique parisienne et la question de l’opéra traduit (1820-1870), dans Aspects de la critique musicale au XIXe siècle, sous la direction de François Brunet, Lieux littéraires / La Revue no 6, Université Paul Valéry – Montpellier III, juin 2004, p. 31-46  (ISBN 2842696344).
- « La symphonie nocturne de Tristan et Isolde », dans Musique et Nuit, Paris, Cité de la musique, 2004, p. 55-63  (ISBN 2914147244).
- « Présence du répertoire allemand au Théâtre-Lyrique sous le Second Empire (1851-1870) », dans Studien zu den deutsch-französischen Musikbeziehungen im 18. und 19. Jahrhundert. Bericht über die erste gemeinsame Jahrestagung der Gesellschaft für Musikforschung und der Société française de musicologie Saarbrücken 1999, herausgegeben von Herbert Schneider, Hildesheim, Georg Olms Verlag, 2002, p. 392-408  (ISBN 3487117800).
- « Liszt médiateur des œuvres de Weber à Paris (1828-1844) », dans Liszt 2000 : Selected Lectures given at the International Liszt Conference in Budapest, May 18-20, 1999, edited by Klara Hamburger, Budapest, The Hungarian Liszt Society, 2000, p. 257-282  (ISBN 9630037297).
- « Le concert, lieu d’expression de la temporalité », dans Le Concert : enjeux, fonctions, modalités, sous la direction de Françoise Escal et François Nicolas, Paris, L’Harmattan, 2000, p. 45-74  (ISBN 2738498760).
- « Critique de la critique sous le Second Empire », dans Sillages Musicologiques. Hommages à Yves Gérard, réunis et publiés par Philippe Blay et Raphaëlle Legrand, Paris, Centre de Recherche et d’Édition du Conservatoire, 1997, p. 89-100  (ISBN 291254100X).